# St. Peter (Graz)
Pour les articles homonymes, voir Sankt Peter.
St. Peter ou Sankt Peter est le 8e arrondissement de la ville autrichienne de Graz, capitale de la Styrie. Il est situé dans le sud-est de la ville. Il avait 16 154 habitants au 1er janvier 2021 pour une superficie de 8,86 km2.